# Grimmia nivalis
Grimmia nivalis är en bladmossart som beskrevs av Kindberg 1890. Grimmia nivalis ingår i släktet grimmior, och familjen Grimmiaceae. Inga underarter finns listade i Catalogue of Life.